# Streptodiplosis indica
Streptodiplosis indica är en tvåvingeart som beskrevs av Ephraim Porter Felt 1916. Streptodiplosis indica ingår i släktet Streptodiplosis och familjen gallmyggor. Inga underarter finns listade i Catalogue of Life.